# Copa Pan-Americana de Voleibol Masculino de 2019
A Copa Pan-Americana de Voleibol Masculino de 2019 foi a 14ª edição deste torneio organizado pela  Confederação da América do Norte, Central e Caribe de Voleibol (NORCECA) em parceria com a Confederação Sul-Americana de Voleibol (CSV), realizado no período de entre 16 e 21 de junho, com as partidas realizadas no Palacio del Voleibol Ricardo Glorivi Arias, na cidade de Colima, no México. Seis equipes participaram do torneio, sendo que as cinco primeiras se classificaram para os Jogos Centro-Americanos e do Caribe de 2022 e Jogos Pan-Americanos de 2023, que serão realizados em Lima, no Peru.
Cuba conquistou seu terceiro título ao derrotar a Argentina na final, e na disputa do terceiro lugar, a seleção mexicana venceu a seleção chilena. O ponteiro cubano Miguel Ángel López foi premiado como melhor jogador do torneio (MVP).

## Seleções participantes
| Grupo                | Equipe    | Última aparição |
| A                    |           |                 |
| -------------------- | --------- | --------------- |
| A                    | Argentina | 2018            |
| A                    | Canadá    | 2018            |
| A                    | Cuba      | 2018            |
| A                    | Suriname  | Estreante       |
| B                    |           |                 |
| México               | 2018      |                 |
| Peru                 | 2018      |                 |
| Porto Rico           | 2018      |                 |
| Trinidad e Tobago    | 2013      |                 |
| C                    |           |                 |
| Chile                | 2018      |                 |
| Estados Unidos       | 2018      |                 |
| Guatemala            | 2018      |                 |
| República Dominicana | 2018      |                 |

## Forma de disputa
O torneio foi dividido em duas fases: fase classificatória e fase final.
Na fase preliminar as 12 equipes participantes foram distribuídas proporcionalmente em três grupos, cada grupo a classificação foi ao final dos confrontos no sistema de todos contra todos, ao final da referida fase, as duas melhores primeiras colocadas se garantiram nas semifinais, a primeira colocada que for inferior a estas disputou com todas as segundas colocadas as quartas de finais, com os vencedores do embate originando os outros semifinalistas. De forma análoga as equipes eliminadas na fase classificatória, a melhor quarta colocada disputou com as terceiras colocadas as posições de sétimo ao décimo posto, enquanto as de desempenho inferior definiram a partida pela décima primeira posição. Na fase semifinal as vencedoras disputaram o titulo e as perdedoras a definição pelo bronze e as equipes foram classificadas de acordo com os seguintes critérios:
1. Maior número de partidas ganhas.
2. Maior número de pontos obtidos, que são concedidos da seguinte forma:
  - Partida com resultado final 3–0: 5 pontos para o vencedor e 0 pontos para o perdedor.
  - Partida com resultado final 3–1: 4 pontos para o vencedor e 1 pontos para o perdedor.
  - Partida com resultado final 3–2: 3 pontos para o vencedor e 2 pontos para o perdedor.
3. Proporção entre pontos ganhos e pontos perdidos (razão de pontos).
4. Proporção entre os sets ganhos e os sets perdidos (razão de sets).
5. Se o empate persistir entre duas equipes, a prioridade é dada à equipe que venceu a última partida entre as equipes envolvidas.
6. Se o empate persistir entre três equipes ou mais, uma nova classificação será feita levando-se em conta apenas as partidas entre as equipes envolvidas.

## Fase classificatória
Todas as partidas foram jogadas no horário local (UTC-5).

### Grupo A
|     |           |     | Jogos | Jogos | Jogos | Resultados | Resultados | Resultados | Resultados | Resultados | Resultados | Sets | Sets | Sets  | Pontos | Pontos | Pontos |
| Pos | Equipe    | Pts | T     | V     | D     | 3–0        | 3–1        | 3–2        | 2–3        | 1–3        | 0–3        | V    | P    | R     | V      | P      | R      |
| --- | --------- | --- | ----- | ----- | ----- | ---------- | ---------- | ---------- | ---------- | ---------- | ---------- | ---- | ---- | ----- | ------ | ------ | ------ |
| 1   | Cuba      | 13  | 3     | 3     | 0     | 2          | 0          | 1          | 0          | 0          | 0          | 9    | 2    | 4.500 | 261    | 207    | 1.261  |
| 2   | Argentina | 12  | 3     | 2     | 1     | 2          | 0          | 0          | 1          | 0          | 0          | 8    | 3    | 2.667 | 263    | 212    | 1.241  |
| 3   | Canadá    | 5   | 3     | 1     | 2     | 1          | 0          | 0          | 0          | 0          | 2          | 3    | 6    | 0.500 | 193    | 199    | 0.970  |
| 4   | Suriname  | 0   | 3     | 0     | 3     | 0          | 0          | 0          | 0          | 0          | 3          | 0    | 9    | 0.000 | 126    | 225    | 0.560  |

Resultados
| Data   | Hora  |           | Placar |           | Set 1 | Set 2 | Set 3 | Set 4 | Set 5 | Total   | Relatório |
| ------ | ----- | --------- | ------ | --------- | ----- | ----- | ----- | ----- | ----- | ------- | --------- |
| 16 jun | 13:00 | Canadá    | 3–0    | Suriname  | 25–14 | 25–19 | 25–16 |       |       | 75–49   | P2 P3     |
| 16 jun | 18:00 | Argentina | 2–3    | Cuba      | 30–32 | 20–25 | 25–22 | 25–17 | 13–15 | 113–111 | P2 P3     |
| 17 jun | 13:00 | Suriname  | 0–3    | Argentina | 10–25 | 19–25 | 12–25 |       |       | 41–75   | P2 P3     |
| 17 jun | 18:00 | Cuba      | 3–0    | Canadá    | 25–19 | 25–20 | 25–19 |       |       | 75–58   | P2 P3     |
| 18 jun | 09:00 | Suriname  | 0–3    | Cuba      | 11–25 | 15–25 | 10–25 |       |       | 36–75   | P2 P3     |
| 18 jun | 18:00 | Canadá    | 0–3    | Argentina | 17–25 | 22–25 | 21–25 |       |       | 60–75   | P2 P3     |

### Grupo B
|     |                   |     | Jogos | Jogos | Jogos | Resultados | Resultados | Resultados | Resultados | Resultados | Resultados | Sets | Sets | Sets  | Pontos | Pontos | Pontos |
| Pos | Equipe            | Pts | T     | V     | D     | 3–0        | 3–1        | 3–2        | 2–3        | 1–3        | 0–3        | V    | P    | R     | V      | P      | R      |
| --- | ----------------- | --- | ----- | ----- | ----- | ---------- | ---------- | ---------- | ---------- | ---------- | ---------- | ---- | ---- | ----- | ------ | ------ | ------ |
| 1   | México            | 14  | 3     | 3     | 0     | 2          | 1          | 0          | 0          | 0          | 0          | 9    | 1    | 9.000 | 249    | 213    | 1.169  |
| 2   | Porto Rico        | 7   | 3     | 2     | 1     | 0          | 1          | 1          | 0          | 0          | 1          | 6    | 6    | 1.000 | 280    | 259    | 1.081  |
| 3   | Peru              | 8   | 3     | 1     | 2     | 1          | 0          | 0          | 1          | 1          | 0          | 6    | 6    | 1.000 | 275    | 275    | 1,000  |
| 4   | Trinidad e Tobago | 1   | 3     | 0     | 3     | 0          | 0          | 0          | 0          | 1          | 2          | 1    | 9    | 0.111 | 191    | 248    | 0.770  |

Resultados
| Data   | Hora  |                   | Placar |                   | Set 1 | Set 2 | Set 3 | Set 4 | Set 5 | Total   | Relatório |
| ------ | ----- | ----------------- | ------ | ----------------- | ----- | ----- | ----- | ----- | ----- | ------- | --------- |
| 16 jun | 09:00 | Peru              | 2–3    | Porto Rico        | 25–23 | 26–24 | 28–30 | 19–25 | 14–16 | 112–118 | P2 P3     |
| 16 jun | 20:00 | México            | 3–0    | Trinidad e Tobago | 25–19 | 25–20 | 25–22 |       |       | 75–61   | P2 P3     |
| 17 jun | 09:00 | Trinidad e Tobago | 1–3    | Porto Rico        | 25–23 | 14–25 | 18–25 | 15–25 |       | 72–98   | P2 P3     |
| 17 jun | 20:00 | México            | 3–1    | Peru              | 25–15 | 28–26 | 21–25 | 25–22 |       | 99–88   | P2 P3     |
| 18 jun | 13:00 | Peru              | 3–0    | Trinidad e Tobago | 25–22 | 25–14 | 25–22 |       |       | 75–58   | P2 P3     |
| 18 jun | 20:00 | México            | 3–0    | Porto Rico        | 25–23 | 25–23 | 25–18 |       |       | 75–64   | P2 P3     |

### Grupo C
|     |                      |     | Jogos | Jogos | Jogos | Resultados | Resultados | Resultados | Resultados | Resultados | Resultados | Sets | Sets | Sets  | Pontos | Pontos | Pontos |
| Pos | Equipe               | Pts | T     | V     | D     | 3–0        | 3–1        | 3–2        | 2–3        | 1–3        | 0–3        | V    | P    | R     | V      | P      | R      |
| --- | -------------------- | --- | ----- | ----- | ----- | ---------- | ---------- | ---------- | ---------- | ---------- | ---------- | ---- | ---- | ----- | ------ | ------ | ------ |
| 1   | Chile                | 13  | 3     | 3     | 0     | 1          | 2          | 0          | 0          | 0          | 0          | 9    | 2    | 4.500 | 264    | 214    | 1.234  |
| 2   | Estados Unidos       | 11  | 3     | 2     | 1     | 2          | 0          | 0          | 0          | 1          | 0          | 7    | 3    | 2.333 | 238    | 197    | 1.208  |
| 3   | República Dominicana | 4   | 3     | 1     | 2     | 0          | 0          | 1          | 0          | 1          | 1          | 4    | 8    | 0.500 | 263    | 286    | 0.920  |
| 4   | Guatemala            | 2   | 3     | 0     | 3     | 0          | 0          | 0          | 1          | 0          | 2          | 2    | 9    | 0.222 | 202    | 270    | 0.748  |

Resultados
| Data   | Hora  |                      | Placar |                      | Set 1 | Set 2 | Set 3 | Set 4 | Set 5 | Total   | Relatório |
| ------ | ----- | -------------------- | ------ | -------------------- | ----- | ----- | ----- | ----- | ----- | ------- | --------- |
| 16 jun | 11:00 | Guatemala            | 0–3    | Estados Unidos       | 10–25 | 17–25 | 17–25 |       |       | 44–75   | P2 P3     |
| 16 jun | 16:00 | Chile                | 3–1    | República Dominicana | 25–18 | 20–25 | 25–20 | 25–21 |       | 95–84   | P2 P3     |
| 17 jun | 11:00 | República Dominicana | 3–2    | Guatemala            | 36–38 | 25–21 | 25–19 | 19–25 | 15–13 | 120–116 | P2 P3     |
| 17 jun | 16:00 | Estados Unidos       | 1–3    | Chile                | 22–25 | 25–19 | 22–25 | 19–25 |       | 88–94   | P2 P3     |
| 18 jun | 11:00 | Guatemala            | 0–3    | Chile                | 14–25 | 17–25 | 11–25 |       |       | 42–75   | P2 P3     |
| 18 jun | 16:00 | República Dominicana | 0–3    | Estados Unidos       | 20–25 | 19–25 | 20–25 |       |       | 59–75   | P2 P3     |

## Fase final

### Chaveamento final
|  | Quartas de finais | Quartas de finais | Quartas de finais |  |  | Semifinais | Semifinais | Semifinais |  |  | Final          | Final          | Final          |
|  |                   |                   |                   |  |  |            |            |            |  |  |                |                |                |
|  |                   |                   |                   |  |  | A1         | Cuba       | 3          |  |  |                |                |                |
|  | A2                | Chile             | 3                 |  |  | C1         | Chile      | 0          |  |  |                |                |                |
|  | C1                | Porto Rico        | 0                 |  |  |            |            |            |  |  | A1             | Cuba           | 3              |
|  |                   |                   |                   |  |  |            |            |            |  |  | A2             | Argentina      | 2              |
|  |                   |                   |                   |  |  | B1         | México     | 1          |  |  |                |                |                |
|  | A2                | Argentina         | 3                 |  |  | A2         | Argentina  | 3          |  |  | Terceiro lugar | Terceiro lugar | Terceiro lugar |
|  | C2                | Estados Unidos    | 0                 |  |  |            |            |            |  |  | C1             | Chile          | 0              |
|  |                   |                   |                   |  |  |            |            |            |  |  | B1             | México         | 3              |

### Chaveamento do 7º – 10º lugar
|  | Classificação 7º – 10º | Classificação 7º – 10º | Classificação 7º – 10º |  |  | Sétimo lugar | Sétimo lugar         | Sétimo lugar |
|  |                        |                        |                        |  |  |              |                      |              |
|  | B3                     | Peru                   | 3                      |  |  |              |                      |              |
|  | C4                     | Guatemala              | 0                      |  |  |              |                      |              |
|  |                        |                        |                        |  |  | B3           | Peru                 | 2            |
|  |                        |                        |                        |  |  | A3           | Canadá               | 3            |
|  | C3                     | República Dominicana   | 0                      |  |  |              |                      |              |
|  | A3                     | Canadá                 | 3                      |  |  | Nono lugar   | Nono lugar           | Nono lugar   |
|  |                        |                        |                        |  |  | C4           | Guatemala            | 0            |
|  |                        |                        |                        |  |  | C3           | República Dominicana | 3            |

### Décimo primeiro lugar
| Data   | Hora  |                   | Placar |          | Set 1 | Set 2 | Set 3 | Set 4 | Set 5 | Total | Relatório |
| ------ | ----- | ----------------- | ------ | -------- | ----- | ----- | ----- | ----- | ----- | ----- | --------- |
| 19 jun | 11:00 | Trinidad e Tobago | 3–0    | Suriname | 25–12 | 25–21 | 25–16 |       |       | 75–49 | P2 P3     |

### 7º – 10º lugar
| Data   | Hora  |                      | Placar |           | Set 1 | Set 2 | Set 3 | Set 4 | Set 5 | Total | Relatório |
| ------ | ----- | -------------------- | ------ | --------- | ----- | ----- | ----- | ----- | ----- | ----- | --------- |
| 19 jun | 13:00 | Peru                 | 3–0    | Guatemala | 25–22 | 25–22 | 25–21 |       |       | 75–65 | P2 P3     |
| 19 jun | 16:00 | República Dominicana | 0–3    | Canadá    | 14–25 | 22–25 | 14–25 |       |       | 50–75 | P2 P3     |

### Quartas de final
| Data   | Hora  |           | Placar |                | Set 1 | Set 2 | Set 3 | Set 4 | Set 5 | Total | Relatório |
| ------ | ----- | --------- | ------ | -------------- | ----- | ----- | ----- | ----- | ----- | ----- | --------- |
| 19 jun | 18:00 | Argentina | 3–0    | Estados Unidos | 25–23 | 25–22 | 25–22 |       |       | 75–67 | P2 P3     |
| 19 jun | 20:00 | Chile     | 3–0    | Porto Rico     | 25–19 | 25–22 | 25–21 |       |       | 75–62 | P2 P3     |

### Nono lugar
| Data   | Hora  |           | Placar |                      | Set 1 | Set 2 | Set 3 | Set 4 | Set 5 | Total | Relatório |
| ------ | ----- | --------- | ------ | -------------------- | ----- | ----- | ----- | ----- | ----- | ----- | --------- |
| 20 jun | 13:00 | Guatemala | 0–3    | República Dominicana | 20–25 | 25–27 | 19–25 |       |       | 64–77 | P2 P3     |

### Sétimo lugar
| Data   | Hora  |      | Placar |        | Set 1 | Set 2 | Set 3 | Set 4 | Set 5 | Total   | Relatório |
| ------ | ----- | ---- | ------ | ------ | ----- | ----- | ----- | ----- | ----- | ------- | --------- |
| 20 jun | 16:00 | Peru | 2–3    | Canadá | 23–25 | 20–25 | 25–21 | 25–21 | 15–17 | 108–109 | P2 P3     |

### Semifinais
| Data   | Hora  |        | Placar |           | Set 1 | Set 2 | Set 3 | Set 4 | Set 5 | Total  | Relatório |
| ------ | ----- | ------ | ------ | --------- | ----- | ----- | ----- | ----- | ----- | ------ | --------- |
| 20 jun | 18:00 | Cuba   | 3–0    | Chile     | 25–20 | 31–29 | 25–20 |       |       | 81–69  | P2 P3     |
| 20 jun | 20:00 | México | 1–3    | Argentina | 17–25 | 12–25 | 27–25 | 22–25 |       | 78–100 | P2 P3     |

### Quinto lugar
| Data   | Hora  |                | Placar |            | Set 1 | Set 2 | Set 3 | Set 4 | Set 5 | Total | Relatório |
| ------ | ----- | -------------- | ------ | ---------- | ----- | ----- | ----- | ----- | ----- | ----- | --------- |
| 21 jun | 13:00 | Estados Unidos | 3–0    | Porto Rico | 25–17 | 25–23 | 25–18 |       |       | 75–58 | P2 P3     |

### Terceiro lugar
| Data   | Hora  |       | Placar |        | Set 1 | Set 2 | Set 3 | Set 4 | Set 5 | Total | Relatório |
| ------ | ----- | ----- | ------ | ------ | ----- | ----- | ----- | ----- | ----- | ----- | --------- |
| 21 jun | 17:00 | Chile | 0–3    | México | 17–25 | 20–25 | 24–26 |       |       | 61–76 | P2 P3     |

### Final
| Data   | Hora  |      | Placar |           | Set 1 | Set 2 | Set 3 | Set 4 | Set 5 | Total   | Relatório |
| ------ | ----- | ---- | ------ | --------- | ----- | ----- | ----- | ----- | ----- | ------- | --------- |
| 20 jun | 20:00 | Cuba | 3–2    | Argentina | 19–25 | 25–21 | 25–20 | 21–25 | 15–9  | 105–100 | P2 P3     |

## Classificação final
| Pos | Equipe               |
| --- | -------------------- |
| 1   | Cuba                 |
| 2   | Argentina            |
| 3   | México               |
| 4   | Chile                |
| 5   | Estados Unidos       |
| 6   | Porto Rico           |
| 7   | Canadá               |
| 8   | Peru                 |
| 9   | República Dominicana |
| 10  | Guatemala            |
| 11  | Trinidad e Tobago    |
| 12  | Suriname             |

|  | Qualificado para o Challenger Cup de 2019 |

## Premiações
| Copa Pan-Americana de 2019 |
| Cuba                       |
| -------------------------- |
| Cuba Campeã (3º título)    |

### Individuais
Os atletas que integraram a seleção do campeonato foram:
| MVP (Most Valuable Player) | Miguel Ángel López | Cuba       |
| Oposto                     | Eduardo Romay      | Peru       |
| 1º Ponteiro                | Álvaro Hidalgo     | Peru       |
| 2º Ponteiro                | Nicolás Bruno      | Argentina  |
| 1º Central                 | Daniel Urueña      | Peru       |
| 2º Central                 | Roamy Alonso       | Cuba       |
| Levantador                 | Pedro Rangel       | México     |
| Líbero                     | Arnel Cabrera      | Porto Rico |

Os jogadores que se destacaram por fundamento:
| Maior pontuador | Eduardo Romay  | Peru           |
| Melhor sacador  | Eduardo Romay  | Peru           |
| Melhor defensor | Kyle Dagostino | Estados Unidos |
| Melhor receptor | Jorge Barajas  | México         |